# 庭坂站
庭坂站（日语：／ Niwasaka eki */?）是位於福島縣福島市町庭坂字狐林10番，東日本旅客鐵道（JR東日本）的奧羽本線（位於愛稱為山形線區間內）車站。
此站位於板谷峠福島一方山腳。在啟用當初為了跨越山嶺，此站設有機車基地，因此車站範圍較大和設有車站大樓。大約一半從福島方向的普通列車會在此站折返，而前往米澤方向的普通列車中，每日只有6往返班次。

## 歷史
- 1899年（明治32年）3月：第一代車站大樓竣工。
- 1899年（明治32年）5月15日：福島站至米澤站之間開業，此站啟用。
- 1909年（明治42年）10月12日 - 制定路線名稱，此站成為奧羽本線車站。
- 1984年（昭和59年）12月1日：成為簡易委託車站。
- 1987年（昭和62年）4月1日：伴隨國鐵分割民營化，車站由東日本旅客鐵道（JR東日本）營運。
- 1993年（平成5年）：成為無人車站。
- 2003年（平成15年）
  - 1月：第一代車站大樓拆毀。
  - 3月：第二代車站大樓竣工。

## 車站構造

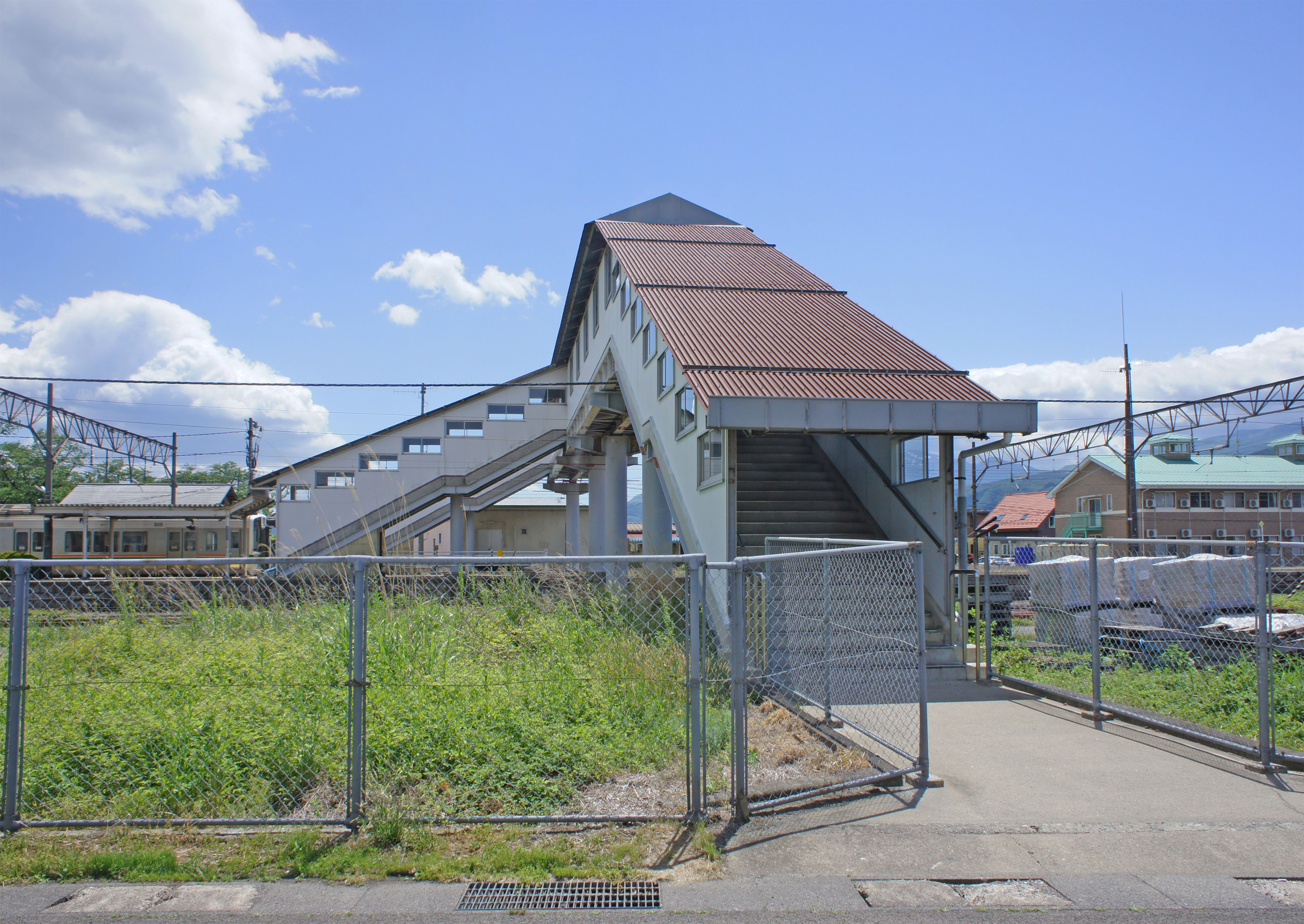
北口(2022年5月)

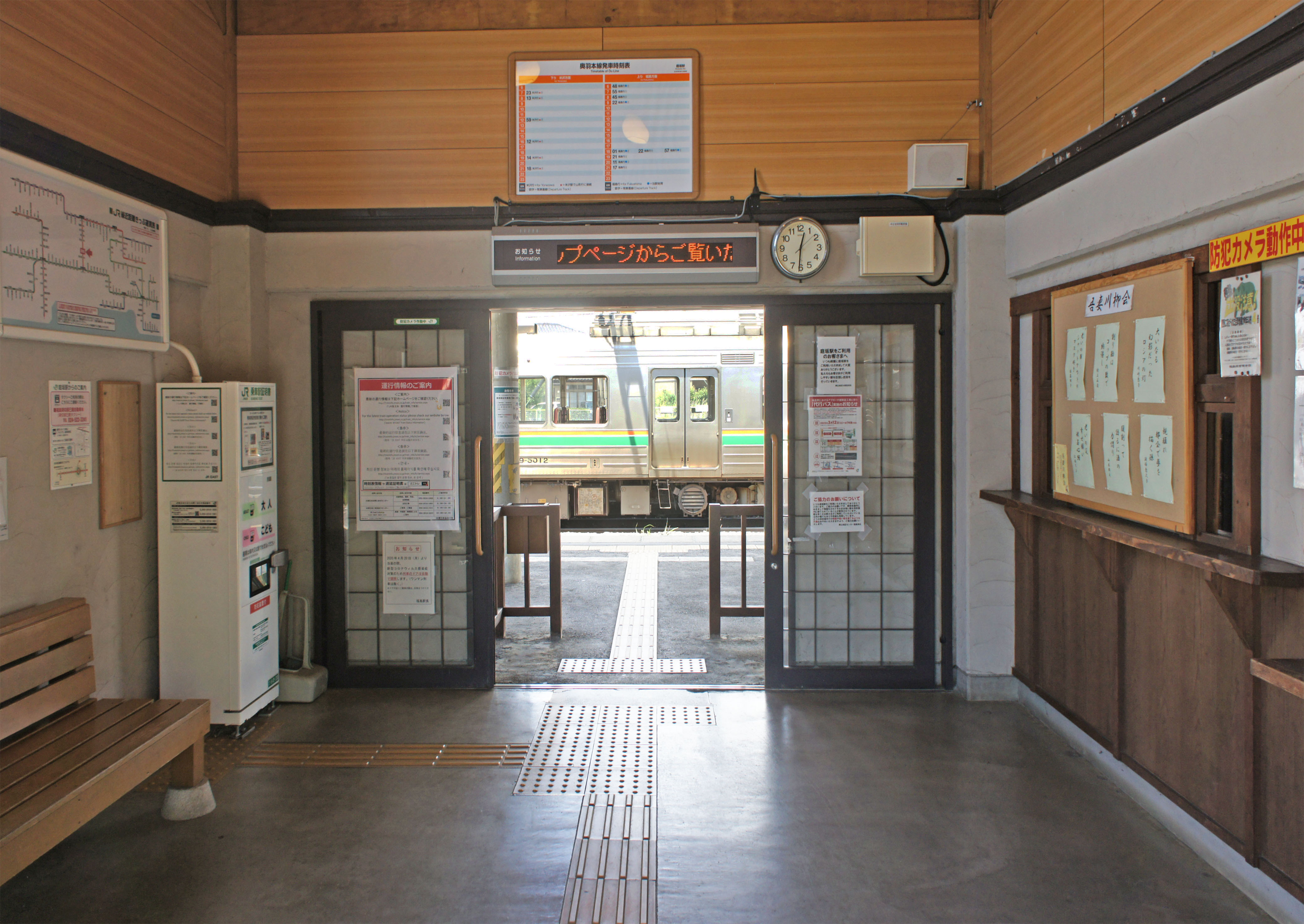
候車室内(2022年5月)

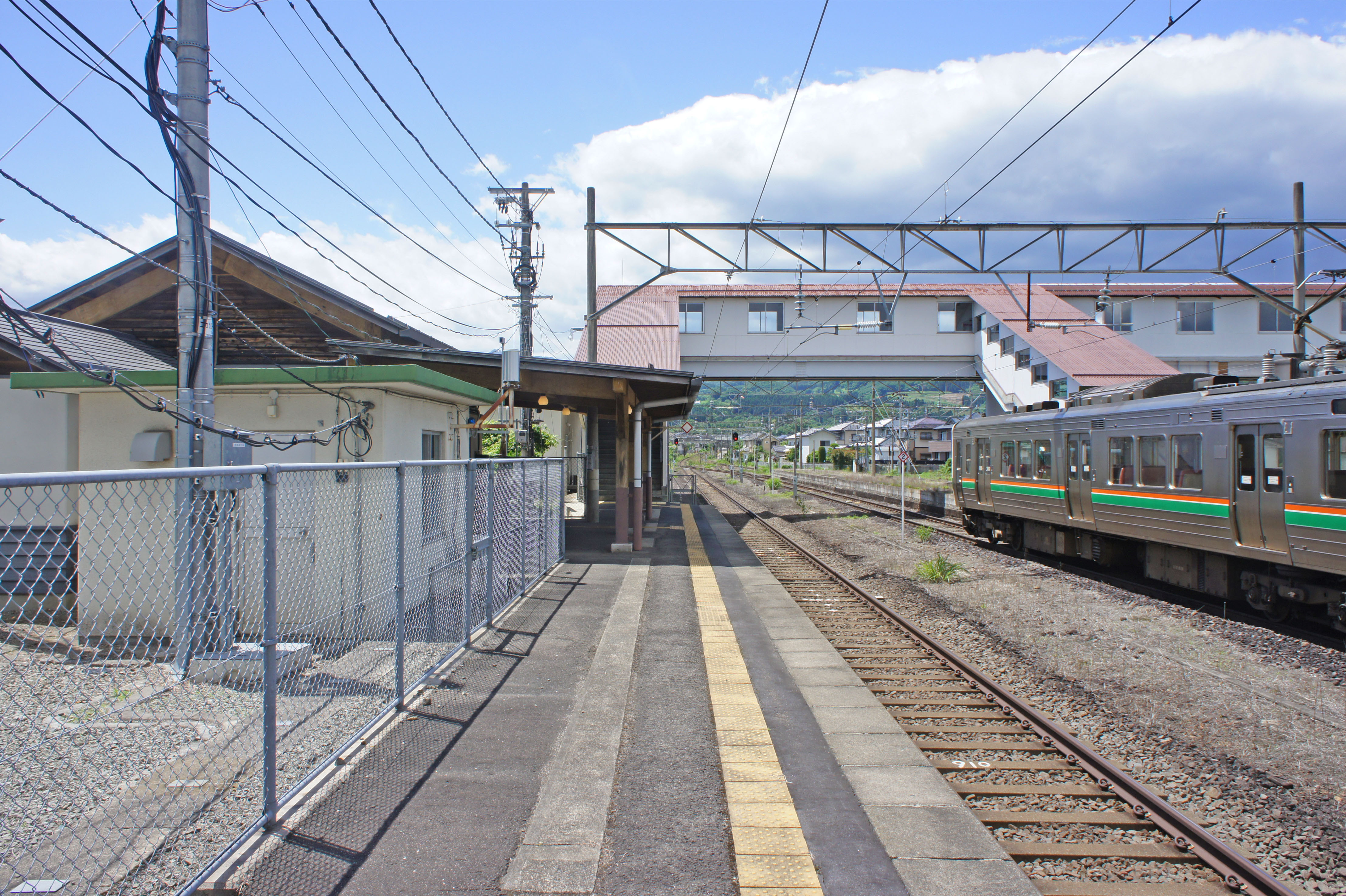
1號月台(2022年5月)

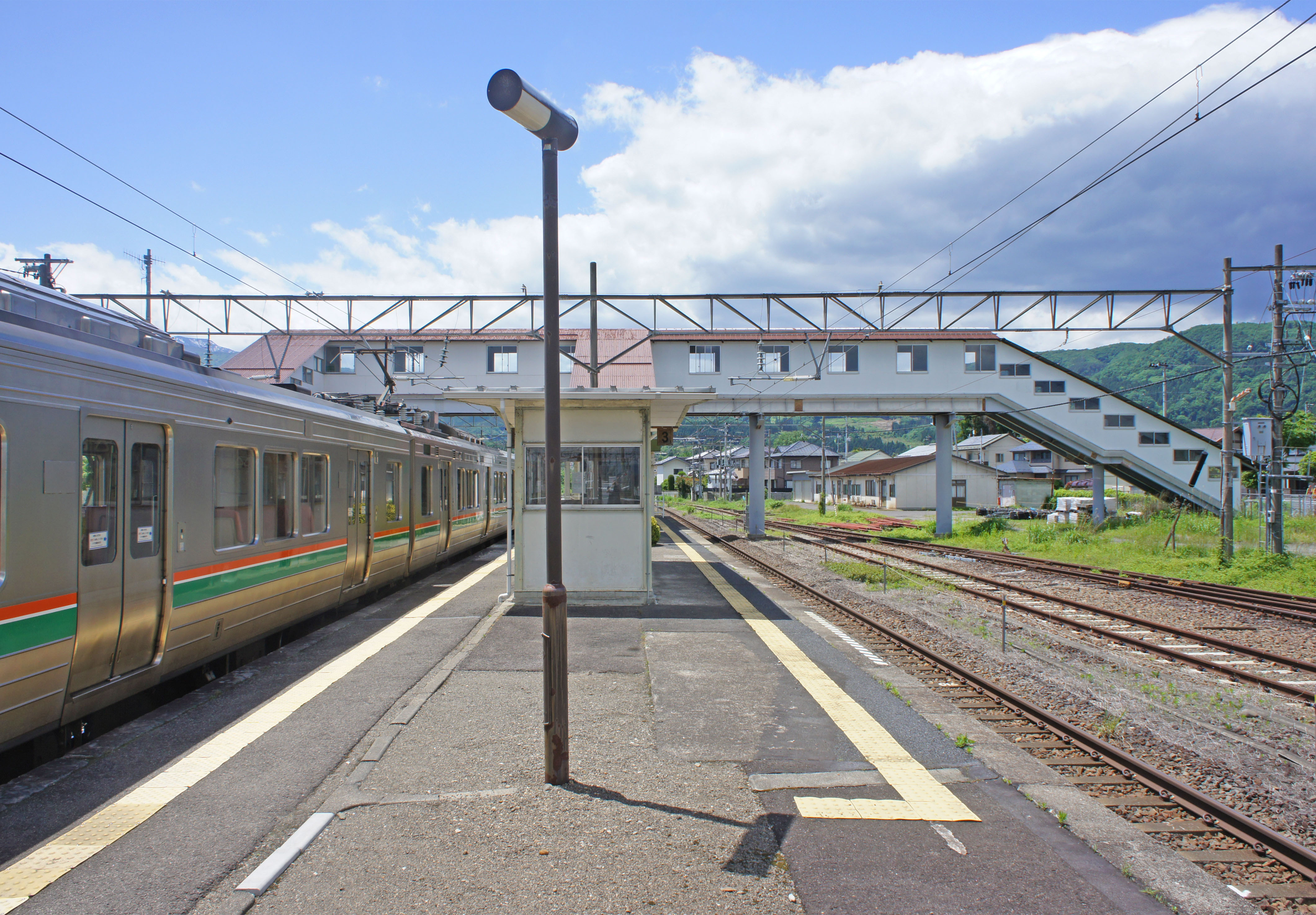
2號與3號月台(2022年5月)

此站曾經是一座簡易委託車站，現時為由郡山站管理的無人車站。從車站大樓起，由南至北的月台分布為1面1線的單式月台（1號月台）和1面2線的島式月台（2、3號月台），共有2面3線的月台。此站是一座地面車站。在3號月台北邊設有3條留置線，用作停泊維修車輛。各月台之間設有跨線橋連接。在留置線北邊設有車站北出入口。由於北出口鄰近福島駕駛考試中心和福島汽車學校（步行數分鐘），因此北出入口主要使用者為前往駕駛考試中心的使用者與駕駛學院的學生。
於車站大樓內設有1台乘車站證明票發行機（補票機對應型），在跨線橋近2、3號月台入口附近也設有1台（補票機不對應型）。
如上述提及，此站位於板谷峠山落，因此在蒸氣機車時代，為了跨越山嶺，列車會在此站連結或分離補助機車，在站內設有大型基地存於機車。當時於車站北邊設有庭坂機關區。在站內設有轉車盤和扇形車庫以存放蒸氣機車。在機關區廢止後變成了空地。另外，在1號月台靠近福島一方磚砌的小屋。機關區的遺址變成了住宅區。
在車站啟用前建成的車站大樓是一座木造大型瓦頂建築物。該大樓在2003年（平成15年）1月拆毀。同年3月，較小型的第二代車站大樓建成，第二代的大樓也是木造建築物。

### 月台
| 月台 | 路線    | 上下行 | 方向           |
| ---- | ------- | ------ | -------------- |
| 1    | ■山形線 | 下行   | 後備月台       |
| 2    | ■山形線 | 下行   | 山形、新庄方向 |
| 2    | ■山形線 | 上行   | 福島方向       |
| 3    | ■山形線 | 上行   | 福島方面       |

中線（2號月台）位於上下行本線之間，於此站折返的列車會使用2號月台。下行定期普通列車也會使用2號月台。1號月台為下行本線，主要讓臨時列車和下行山形新幹線列車通過用。

## 使用狀況
根據「福島縣」的資料，在2004年度1日平均乘車人次為348人。
| 乘車人次變化 | 乘車人次變化 |
| 年度         | 1日平均人次  |
| ------------ | ------------ |
| 2000         | 419          |
| 2001         | 395          |
| 2002         | 364          |
| 2003         | 359          |
| 2004         | 348          |

## 車站周邊
此站位於板谷峠山腳，同時位於福島市區邊端。
南邊（車站大樓側）
- 庭坂站前巴士站
- 庭坂站前綠地
- 福島西部庭坂診所
- 庭坂郵局
- 福島縣道5號上名倉飯坂伊達線（日语：福島県道5号上名倉飯坂伊達線）
- 福島縣道198號庭坂停車場線（日语：福島県道198号庭坂停車場線）
- 福島縣道310號庭坂福島線（日语：福島県道310号庭坂福島線）
- 天戶川
- 松川（日语：松川 (福島県)）
- 福島警署（日语：福島警察署 (福島県)）庭坂駐在所
- 福島市消防本部福島消防署西出張所

北邊
- 福島駕駛考試中心（日语：福島運転免許センター）
- 福島汽車學校
- 吾妻汽車培訓學校

## 巴士路線
福島交通「庭坂站前」巴士站
- 庭坂荒町
- 上志田
- 市政廳（經由添團地、福島站西口）
- 醫科大學前（經繞道）

## 相鄰車站
東日本旅客鐵道（JR東日本）
■山形線（奧羽本線）
笹木野－庭坂－赤岩－板谷

## 注腳
1. 1 2 3  . 東日本旅客鉄道.   [2019-08-17]. （原始内容存档于2021-04-11） （日语）.
2. ↑  .   [2020-11-17]. （原始内容存档于2017-01-12）.

## 外部連結
- 車站資訊（庭坂）：東日本旅客鐵道（日語）
- 國土地理院地形圖參閲服務 （页面存档备份，存于） - 庭坂站周邊1/25000地形圖 （页面存档备份，存于）（日語）